# Skepparslövs kyrka
Skepparslövs kyrka eller Sankt Petri kyrka är en kyrkobyggnad i Skepparslöv. Den är församlingskyrka i Vä-Skepparslövs församling i Lunds stift.

## Kyrkobyggnaden
Nuvarande kyrka har en medeltida föregångare från 1100-talet som revs i början av 1840-talet. Endast tornet finns bevarat från förra kyrkan. 1841 till 1843 uppfördes en ny kyrka i nyklassicistisk stil efter ritningar av Fredrik Wilhelm Scholander. 27 augusti 1843 ägde invigningen rum. 1928 och 1968 restaurerades kyrkan.

## Inventarier
- Från gamla kyrkan finns en dopfunt gjord av sandsten i romansk stil.
- Kyrkans nattvardssilver, kalk och patén, köptes in från Råbelövs församling på 1830-talet.
- En silverbrudkrona tillverkades i Vä 1597 av Hans Klaussön. Numera finns kronan i Kristianstads Länsmuseum.
- Mässhake från 1600-talet.

### Orgel
- 1879 byggde Anders Victor Lundahl, Malmö en orgel med 18 stämmor, 1 pedal och ett "öfwerwerk". Avsyning skedde 18 september 1879.[1]
- 1950 byggde Grönlunds Orgelbyggeri AB, Gammelstad en orgel med 24 stämmor.
- Den nuvarande orgeln byggdes 1981 av A. Mårtenssons Orgelfabrik AB, Lund och är en mekanisk orgel. Orgeln har en cymbelstjärna.

| Huvudverk I   | Svällverk II      | Pedal         | Koppel |
| Principal 8'  | Gedackt 8´        | Subbas 16´    | I/P    |
| Rörflöjt 8'   | Kvintadena 8'     | Gedacktbas 8' | II/P   |
| Oktava 4'     | Hålflöjt 4'       | Pommer 4'     | II/I   |
| Spetsflöjt 4' | Oktava 2'         | Fagott 16'    |        |
| Kvinta 2 2/3' | Superoktav 1'     |               |        |
| Gemshorn 2'   | Krumhorn 8'       |               |        |
| Ters 1 3/5'   | Tremulant         |               |        |
| Mixtur 4 chor | Crescendosvällare |               |        |
| Trumpet 8'    |                   |               |        |

## Bilder

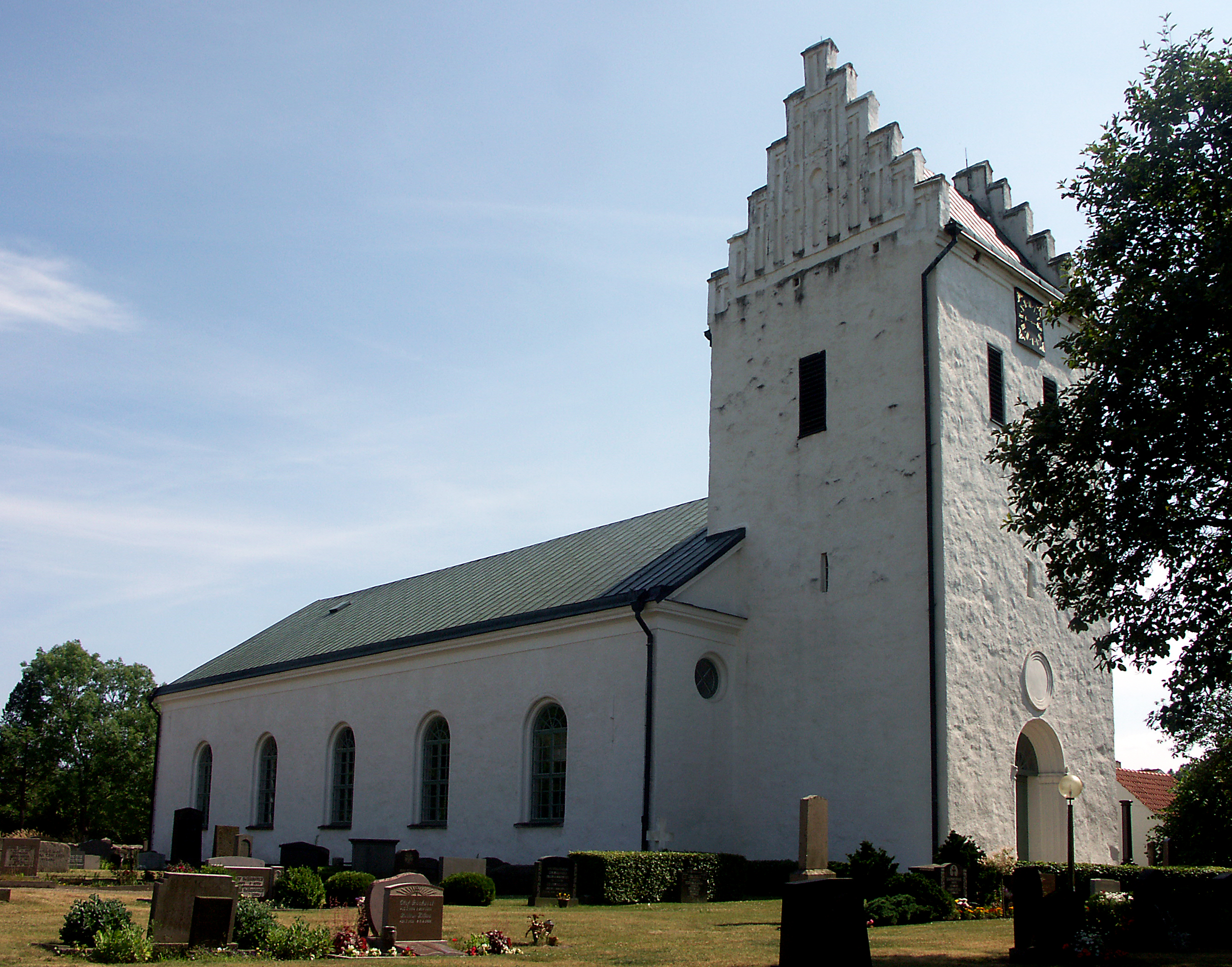
Kyrkan från nordväst
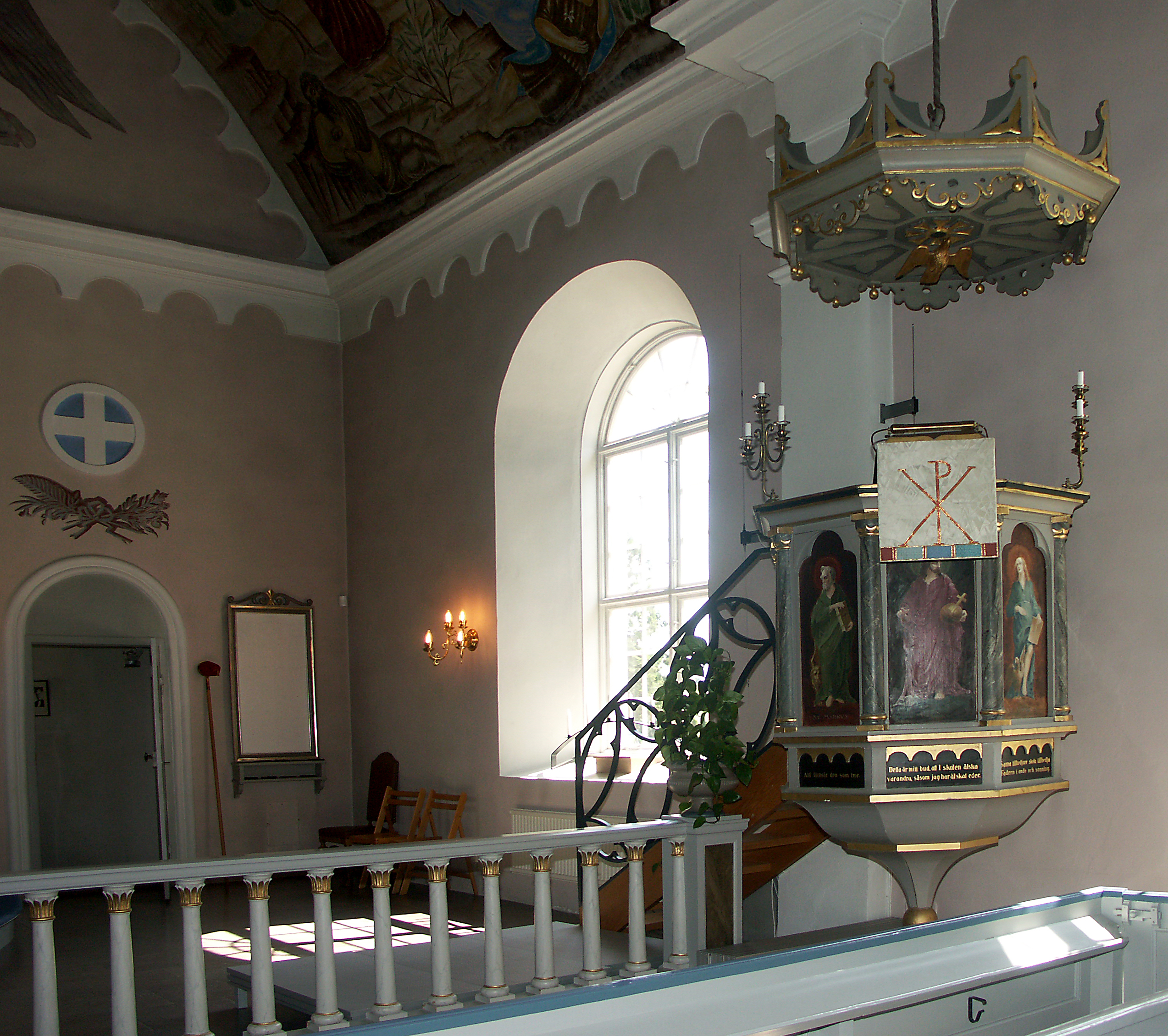
Predikstol
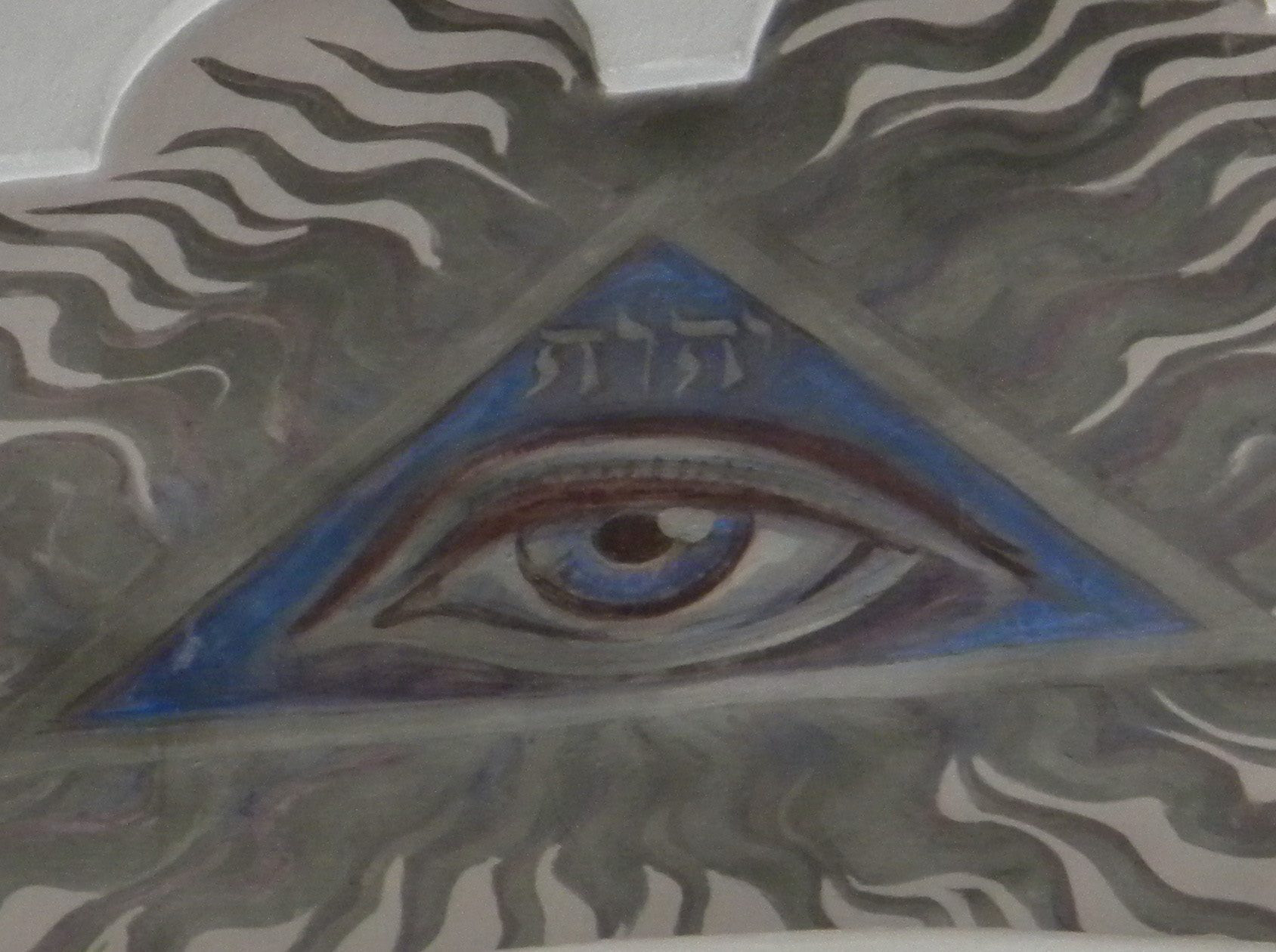
Guds öga ovanför altaret
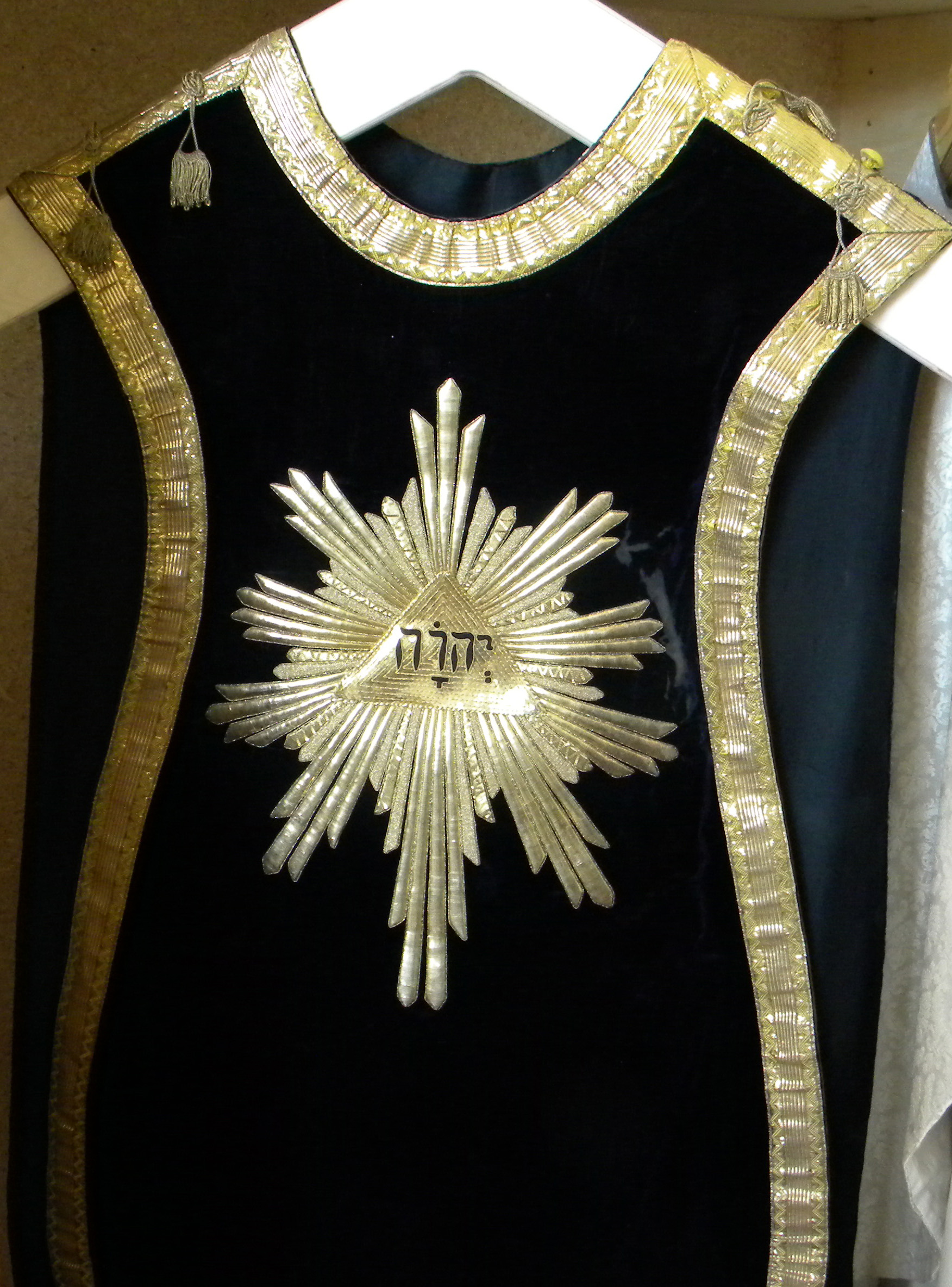
Mässhake från 1600-talet
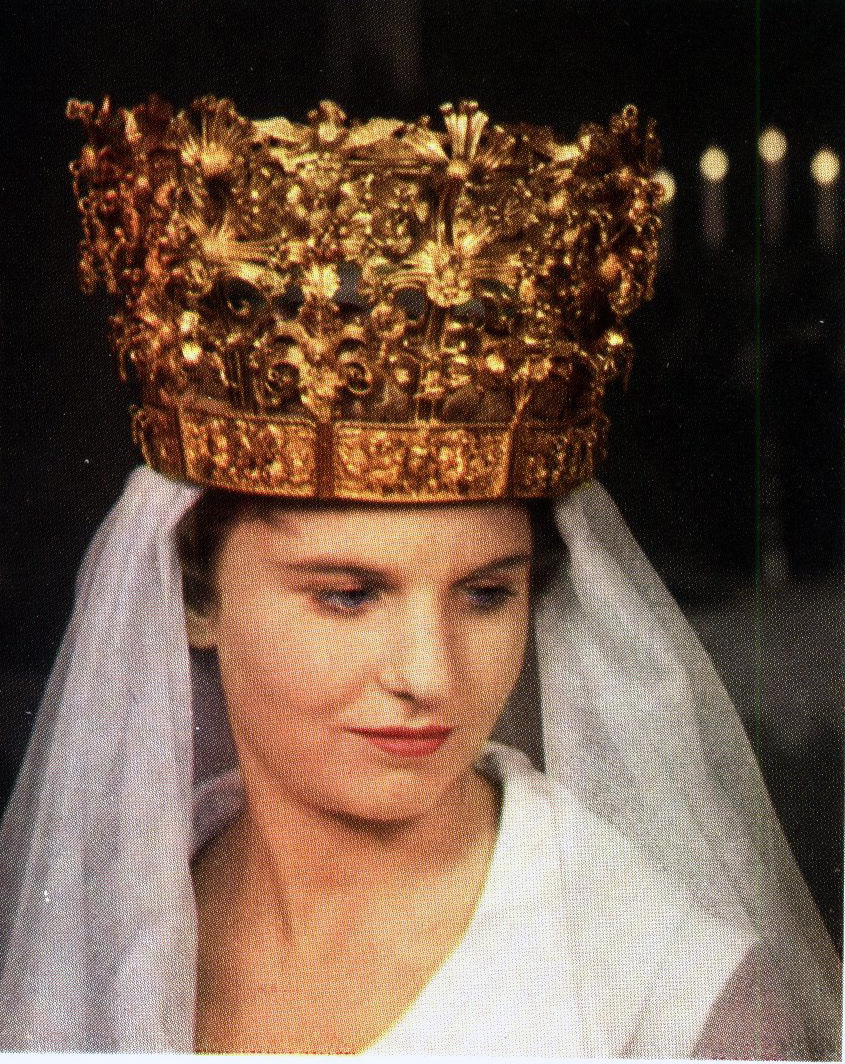
Brudkrona